# 구드리드 비드포를라
구드리드 비드포를라 토르뱌르나르도티르(고대 노르드어: Guðríðr víðfǫrla Þorbjarnardóttir, 아이슬란드어: Guðríður víðförla Þorbjarnardóttir→토르뵤른의 딸, 멀리 여행한 구드리드)는 노르드인 여성 탐험가다. 980년경 아이슬란드 스나이펠스네스반도의 라우가르브레카 농장에서 태어났다.
빈란드 사가들이라고 집합적으로 불리는 《붉은 에이리크의 사가》, 《그린란드 사람들의 사가》에 등장한다. 남편 토르핀 카를세프니와 함께 그린란드 서쪽의 빈란드 개척을 지휘했다.

## 생애
《붉은 에이리크의 사가》에 따르면, 구드리드는 라우가르브레카 농장의 군장 토르뵤른의 딸이다. 에이나르(Einar)라는 젊은 남자가 구드리드에게 청혼했는데, 에이나르의 아버지가 노예였기에 토르뵤른이 거부했다. 이후 구드리드와 토르뵤른 부녀는 아이슬란드를 떠나 그린란드로 가서 에이리크 라우디에게 합류했다. 구드리드 부녀와 함께 배를 탄 사람은 서른 명 정도였는데, 겨울의 악천후 때문에 바다를 떠돌다가 여름이 찾아오자 돌림병이 돌아서 절반 정도가 죽었다. 고생 끝에 생존자들은 항해 2년째 겨울에 그린란드에 상륙했다. 《그린란드 사람들의 사가》에 따르면 구드리드는 토리르라는 상인과 결혼해 있었다. 이쪽 기록에 따르면 구드리드와 토리르를 비롯한 열다섯 명이 암초에 표류해 있는 것을 레이프 에이릭손이 구출해서 브라타흘리드로 데려왔다고 한다. 토리르는 병이 나서 그해 겨울을 못 넘기고 죽었다. 이런 내용은 《붉은 에이리크의 사가》에는 나오지 않는다.
《붉은 에이리크의 사가》에서, 구드리드는 노르드 전통종교에서 기독교로 개종한 인물의 전형으로 서술된다. 어느 겨울날 구드리드 부녀와 동료 개척민들이 토르켈의 집에서 잔치를 벌이는데, 토르뵤르그라는 여자 예언자가 토르켈을 방문한다. 토르뵤르그는 여러 마술 의식을 수행하려고 주문가를 부르는데, 자신과 함께 주문가를 부를 여자가 필요했다. 그때 주문가를 알고 있는 여자는 어렸을 때 의붓어머니 할디스에게 배워서 알고 있던 구드리드 한 명 뿐이었다. 하지만 구드리드는 자신이 기독교도이기 때문에 그런 짓은 하지 않을 것이라며 거부한다. 토르뵤르그와 토르켈은 구드리드가 주문가를 부르는 것이 사람들에게 도움이 될 것이며, 그녀의 기독교도로서의 신앙이 훼손시키지 않을 것임을 설득시켰다. 구드리드는 매우 빼어난 솜씨로 주문가를 시전했다.
두 사가 모두에서 구드리드는 아이슬란드에 도착한 뒤 에이리크 라우디의 아들이며 레이프 에이릭손의 동생 토르스테인 에이릭손과 결혼 또는 재혼한다. 《그린란드 사람들의 사가》에서는 토르스테인이 동생 토르발드의 시신을 찾으러 빈란드로 가는 길에 구드리드도 동행했다. 둘은 토르스테인 스바르티라는 남자와 그 아내 그림힐드의 호의로 류수표르드에서 겨울을 났는데, 돌림병이 닥쳐서 토르스테인 에이릭손(구드리드의 남편)과 그림힐드가 죽어 버렸다. 토르스테인은 잠시 살아나서 구드리드에게 아이슬란드인과 재혼하여 많은 후손을 둘 것이며, 교회를 세울 것이라고 예언해 주고 다시 죽는다. 한편 《붉은 에이리크의 사가》에서는 토르스테인이 혼자 빈란드로 가며, 토르스테인이 빈란드에서 아이슬란드로 돌아온 뒤에야 둘이 결혼했다. 토르스테인은 서쪽 류수표르드에 농장을 꾸리고 토르스테인이라는 이름의 다른 남자와 농장을 절반씩 공유했다. 이 판본에서 또다른 토르스테인의 아내 이름은 시그리드다. 그 뒤로는 《그린란드 사람들의 사가》와 마찬가지로 토르스테인 에이릭손과 시그리드가 병에 걸려 죽고, 죽은 토르스테인이 구드리드에게 미래를 예언해준다. 또 이 판본에서는 토르스테인이 모든 재산을 교회 또는 빈자들에게 기부하라는 부탁을 하면서 좀더 기독교적인 색채를 나타낸다.
아무튼 남편이 죽은 뒤 구드리드는 브라타힐드로 이사갔다가 토르핀 카를세프니라는 상인을 만나 그와 재혼했다. 토르핀과 구드리드가 결혼한 뒤, 《그린란드 사람들의 사가》에서는 구드리드의 고집으로 부부는 남자 60명과 여자 5명, 다양한 가축 한 무리를 이끌고 빈란드로 이주한다. 한편 《붉은 에이리크의 사가》에서는 토르핀의 빈란드 이주 과정에 구드리드의 이름은 언급되지 않고, 다만 남편을 따라갔다는 뉘앙스가 시사될 뿐이다. 빈란드에서 부부는 스노리 토르핀손이라는 아들을 낳았다. 스노리는 서반구에서 태어난 최초의 유럽인일 것이다. 스노리가 태어난 직후 일가족은 그린란드로 이사갔다. 그 뒤 토르핀이 죽으면서 구드리드는 과부가 되었다.
기독교로 개종했던 구드리드는 아들 스노리가 결혼하자 로마로 순례여행을 떠났다. 일각에서는 순례를 간 구드리드가 교황을 만나 이야기를 나누었다고도 하는데 그것을 증명할 만한 증거는 없다. 구드리드가 여행 가 있는 동안 스노리는 농장 근처에 교회를 세웠다. 이로써 토르스테인 에이릭손이 했던 예언이 이루어졌다. 로마에서 돌아온 구드리드는 수녀가 된 뒤 아들이 지은 교회에 틀어박혀 은자 생활로 여생을 보냈다.

## 후손
구드리드의 아들 스노리는 1남 1녀를 두었다. 딸의 이름은 할프리드였고 아들의 이름은 토르게이르였다. 할프리드는 아이슬란드 남부 스칼홀트 교구의 주교 토를라크 루놀프손을 낳았다. 토르게이르는 윙빌드라는 딸을 낳았고, 윙빌드는 초대 브란드 주교의 어머니이다. 《붉은 에이리크의 사가》에만 언급되는 구드리드의 둘째아들 토르뵤른의 후손인 뵤른 길손도 홀라르 주교를 지냈다.

## 참고 자료
- Eugene Linden (December 2004). “The Vikings: A Memorable Visit to America”. Smithsonian Magazine. 2015년 10월 17일에 확인함.